# Charlotte Best (actriu)
|  | Per a altres significats, vegeu «Charlotte Best (atleta)». |

Charlotte Elise Best, més coneguda com a Charlotte Best, (Sydney, 16 de gener de 1994) és una actriu de cinema, de sèries de televisió i model australiana. Fou especialment coneguda pel seu paper d'Annie Campbell, la noia jove de la família Campbell, a la sèrie Home and Away.

## Biografia
Nascuda a Sydney el 16 de gener de 1994, cresqué al suburbi de Punt Frederick, de la localitat de Gosford, Nova Gal·les del Sud. Juntament amb els seus tres germans, assistí a la Central Coast Grammar School, on guanyà un premi d'interpretació als vuit anys. D'allà, es mogué amb la seva família a Beauty Point, on assistí a la SCECGS Redlands durant sis mesos fins que es matriculà a la Brent Street Performing Arts High School, on estudià totes les modalitats de les arts escèniques.
Feu el seu debut televisiu l'any 2007 a Home and Away, interpretant el paper d'Annie Campbell fins al 2010. Continuà la seva educació, completant el seu HSC l'any 2011 a l'Oxford Falls Grammar School, on guanyà el premi de música. Després de tres mesos realitzant un curs a plena dedicació d'Estudis Globals a la Universitat de Tecnologia de Sydney, acceptà el paper de Cheryl Haynes a Puberty Blues.
Des d'una edat ben jove, aparegué regularment com a model de moda a revistes com Barbie, Total Girl, Oyster i Cosmopolitan. Fou la cara visible de la marca Miss Metallicus Clothing i aparegué a Comedy Inc., també havent estat model per a Supre.
Fou ambaixadora de les associacions caritatives Cure Our Kids i World Vision.

## Carrera
El seu paper més notable fou el d'Annie Campbell a la sèrie de televisió australiana de llarga durada Home and Away entre 2007 i 2010. El seu personatge anà a un intercanvi d'estudiants al Japó, començant l'octubre de 2009, el qual fou inicialment planificat per a 6 mesos. Retornà a la pantalla el març de 2010, en unes vacances de 6 setmanes del Japó, abans de marxar un altre cop. Best aconseguí una nominació a la Nou talent femení més popular als Premis Logie de 2008, el qual fou guanyat per Bindi Irwin.
El març 2012, fou anunciat, que Best fou seleccionada per a interpretar a Cheryl Hayes a la sèrie de Network Ten Puberty Blues, el qual es basà en la novel·la homònima de 1979 de Gabrielle Carey i Kathy Lette.
Al 2018 protagonitzà la sèrie de televisió d'internet australiana Tidelands com a Cal McTeer, el paper més protagònic de tots. Fou emesa per primera vegada el 14 de desembre de 2018 a Netflix.

## Filmografia
| Any       | Títol                  | Paper            | Notes           |
| --------- | ---------------------- | ---------------- | --------------- |
| 2019      | A Name Without a Place | Emma Lee Herring | Co-producció    |
| 2018      | Skinford 2             | Zophia           | Co-producció    |
| 2018      | Tidelands              | Cal McTeer       | Temporada 1     |
| 2017      | An American in Texas   | Kara Warrington  |                 |
| 2017      | Skinford               | Zophia           |                 |
| 2016      | Teenage Kicks          | Phaedra          |                 |
| 2015      | Alone                  | Nina 2           | Curtmetratge    |
| 2015      | Is This the Real World | Kim              |                 |
| 2014      | Soul Mates             | Kelly            | Temporada 1     |
| 2013      | Breathe                | Anna             | Curtmetratge    |
| 2012-2014 | Puberty Blues          | Cheryl Hayes     | Temporada 1 i 2 |
| 2007-2010 | Home and Away          | Annie Campbell   | 198 episodis    |